# 波卡塞特 (麻薩諸塞州)
波卡塞特（英語：Pocasset）是位於美國麻薩諸塞州巴恩斯特布爾縣的一個普查規定居民點。

## 人口
根據2020年美國人口普查的數據，波卡塞特的面積為25.38平方千米，當中陸地面積為9.58平方千米，而水域面積為15.80平方千米。當地共有人口2843人，而人口密度為每平方千米112.02人。